# Lamure-sur-Azergues

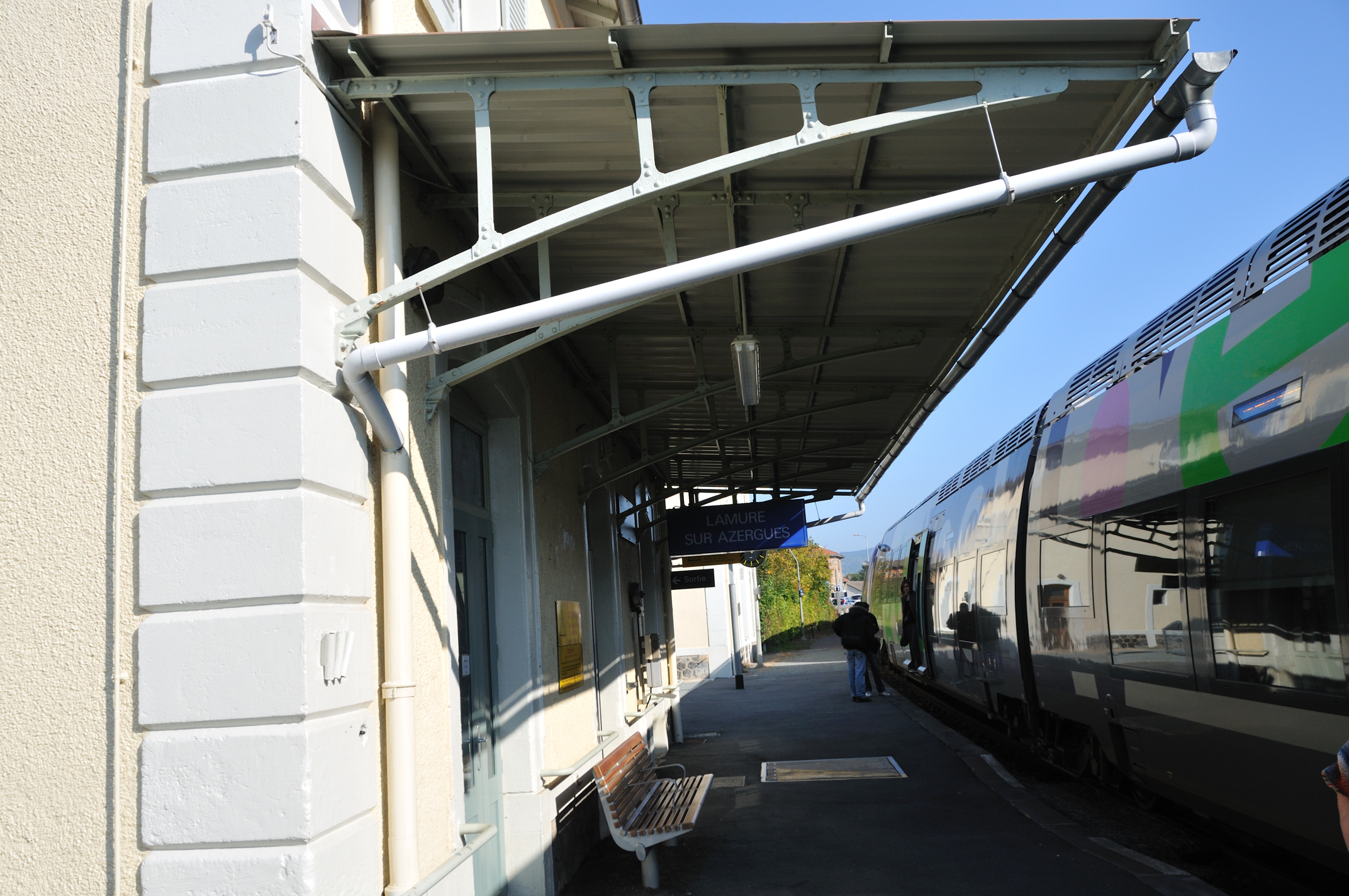
Dworzec kolejowy w Lamure-sur-Azergues, 2009

Lamure-sur-Azergues – miejscowość i gmina we Francji, w regionie Owernia-Rodan-Alpy, w departamencie Rodan.
Według danych na rok 1990 gminę zamieszkiwały 782 osoby, a gęstość zaludnienia wynosiła 50 osób/km² (wśród 2880 gmin regionu Rodan-Alpy Lamure-sur-Azergues plasuje się na 919. miejscu pod względem liczby ludności, natomiast pod względem powierzchni na miejscu 733.).